# 新庄警察署
新庄警察署（しんじょうけいさつしょ）は、山形県警察が管轄する警察署の一つである。同県最上地方に置かれている唯一の警察署である。

## 管轄区域
- 最上地方全域
  - 新庄市
  - 最上郡金山町、舟形町、真室川町、最上町、大蔵村、鮭川村、戸沢村

## 所在地
- 山形県新庄市大字松本822

## 沿革

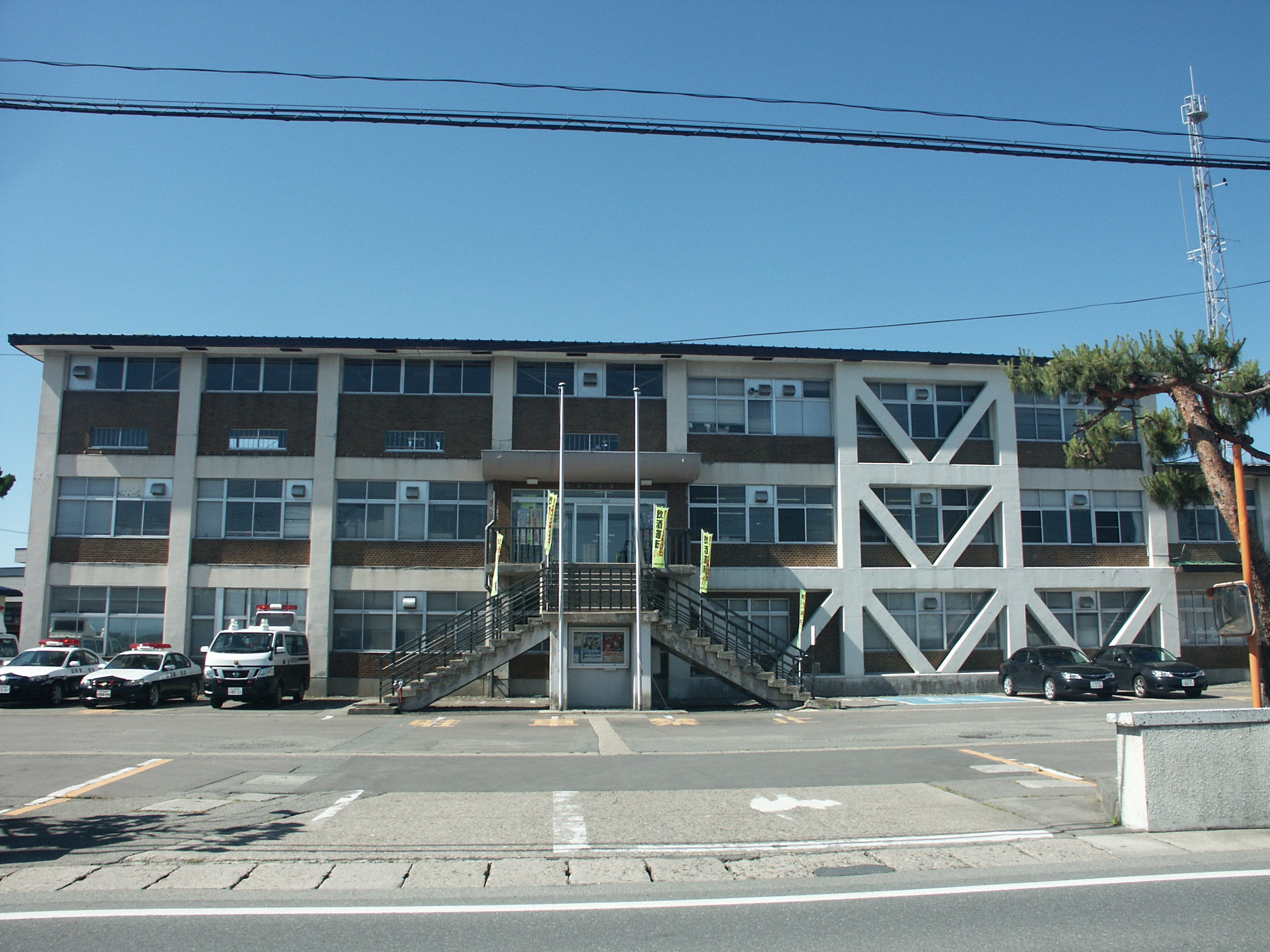
旧庁舎

- 2006年（平成18年）4月1日：最上町交番・真室川交番・金山交番・鮭川交番を廃止し、最上町駐在所・真室川駐在所・金山駐在所・鮭川駐在所を設置[1]
- 2017年（平成29年）4月1日：安楽城駐在所・釜淵駐在所廃止[2]
- 2018年（平成30年）4月1日：津谷駐在所・古口駐在所を廃止し、戸沢駐在所を設置[3]
- 2021年（令和3年）8月21日：庁舎老朽化に伴い、新庄市新町5番19号から新庄市大字松本822に移転し、新庁舎にて業務を開始する。[4]
- 2022年（令和4年）10月1日：高速道路交通警察隊新庄分駐隊が庁舎内に発隊する。[5]

## 交番

### 新庄市
- 駅前交番 - 新庄市多門町1-3

## 駐在所

### 最上町
- 最上町駐在所 - 最上郡最上町大字向町53-4

### 舟形町
- 舟形町駐在所 - 最上郡舟形町舟形309-4
- 長沢駐在所 - 最上郡舟形町長沢1080-1

### 金山町
- 金山駐在所 - 最上郡金山町大字金山627-4

### 真室川町
- 真室川駐在所 - 最上郡真室川町大字新町265-4
- 及位駐在所 - 最上郡真室川町大字及位424-15

### 鮭川村
- 鮭川駐在所 - 最上郡鮭川村大字佐渡856-2

### 大蔵村
- 清水駐在所 - 最上郡大蔵村大字清水2861-3
- 肘折駐在所 - 最上郡大蔵村大字南山2128-109

### 戸沢村
- 戸沢駐在所 - 最上郡戸沢村大字蔵岡2905-34

### 廃止された駐在所
- 赤倉駐在所（2024年3月31日を以て廃止、最上町駐在所に統合）
- 瀬見駐在所（2024年3月31日を以て廃止、最上町駐在所に統合）